# Hardt (Nürtingen)
Hardt ist der kleinste Stadtteil der Großen Kreisstadt Nürtingen im Landkreis Esslingen in Baden-Württemberg.

## Geographie
Hardt befindet sich in einer Höhenlage von 361 m ü. NN etwa drei Kilometer nordwestlich von Nürtingen am Ostrand der Filderhochebene.
Nachbarorte von Hardt sind: Nordwestlich Wolfschlugen, östlich Oberensingen, südlich Neckarhausen und westlich Grötzingen.

## Geschichte

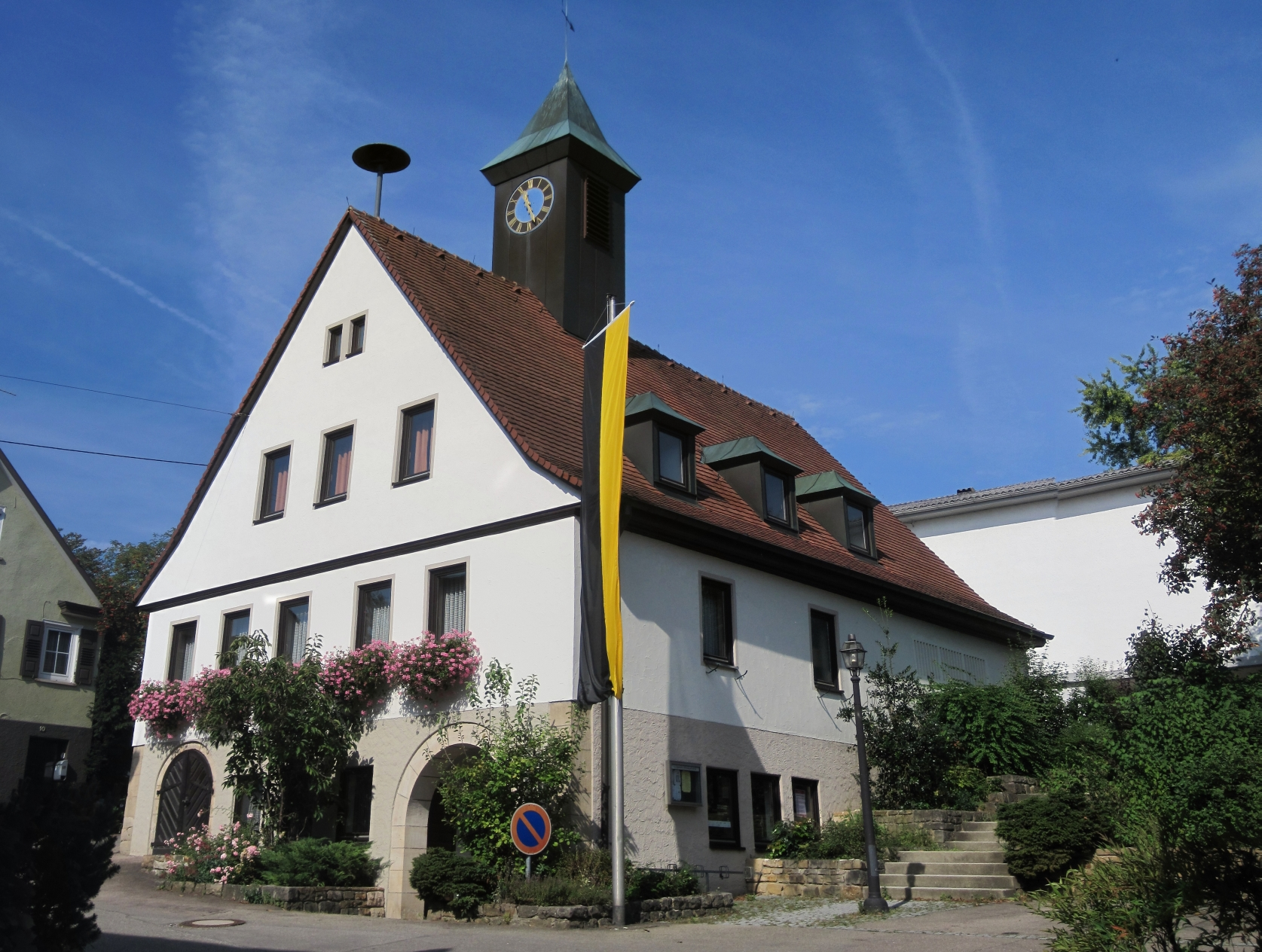
Rathaus Hardt

Hardt ist eine späte Waldrodesiedlung. Die erste urkundliche Erwähnung stammt aus dem Jahr 1366, als ein Wolf von Altensteig Einkünfte bei dem Weiler Hardt an das Klarakloster Esslingen verkaufte. Gleichzeitig verkaufte er einen Hof zu Hardt mit Steingrube und Wald an das Kloster Kirchheim. Im 15. Jahrhundert ging die hohe Obrigkeit in Hardt an die Grafen von Württemberg über.
Einer Sage zufolge soll Herzog Ulrich sich auf seiner Flucht aus Württemberg im Jahr 1519 in der Ulrichshöhle unter dem Ulrichstein versteckt gehalten haben und von den Hardter Hofbauern mit Lebensmitteln versorgt worden sein. Wilhelm Hauff lässt in seinem Roman Lichtenstein den Pfeifer von Hardt, einen der Getreuen des vertriebenen Herzogs, aus Hardt stammen. Als Dank soll Herzog Ulrich den Hardter Bauern vollkommene Steuerfreiheit gewährt haben. Ob die bis 1808 tatsächlich bestehende Steuerfreiheit der Hardter Bauern wirklich auf Herzog Ulrich zurückgeht, ist nicht bekannt.
Über die „Teufelsbrücke“ verlief viele Jahrhunderte lang eine wichtige Verbindungsstraße für Transporte aus dem Neckartal auf die Filderebene und weiter nach Stuttgart sowie ins Aichtal. Sie überquert bei Hardt die „Teufelsklinge“, eine Schlucht. Die Teufelsbrücke wurde erstmals 1497 urkundlich erwähnt.
Am 1. Januar 1973 wurde Hardt in die Stadt Nürtingen eingegliedert.

## Ortswappen

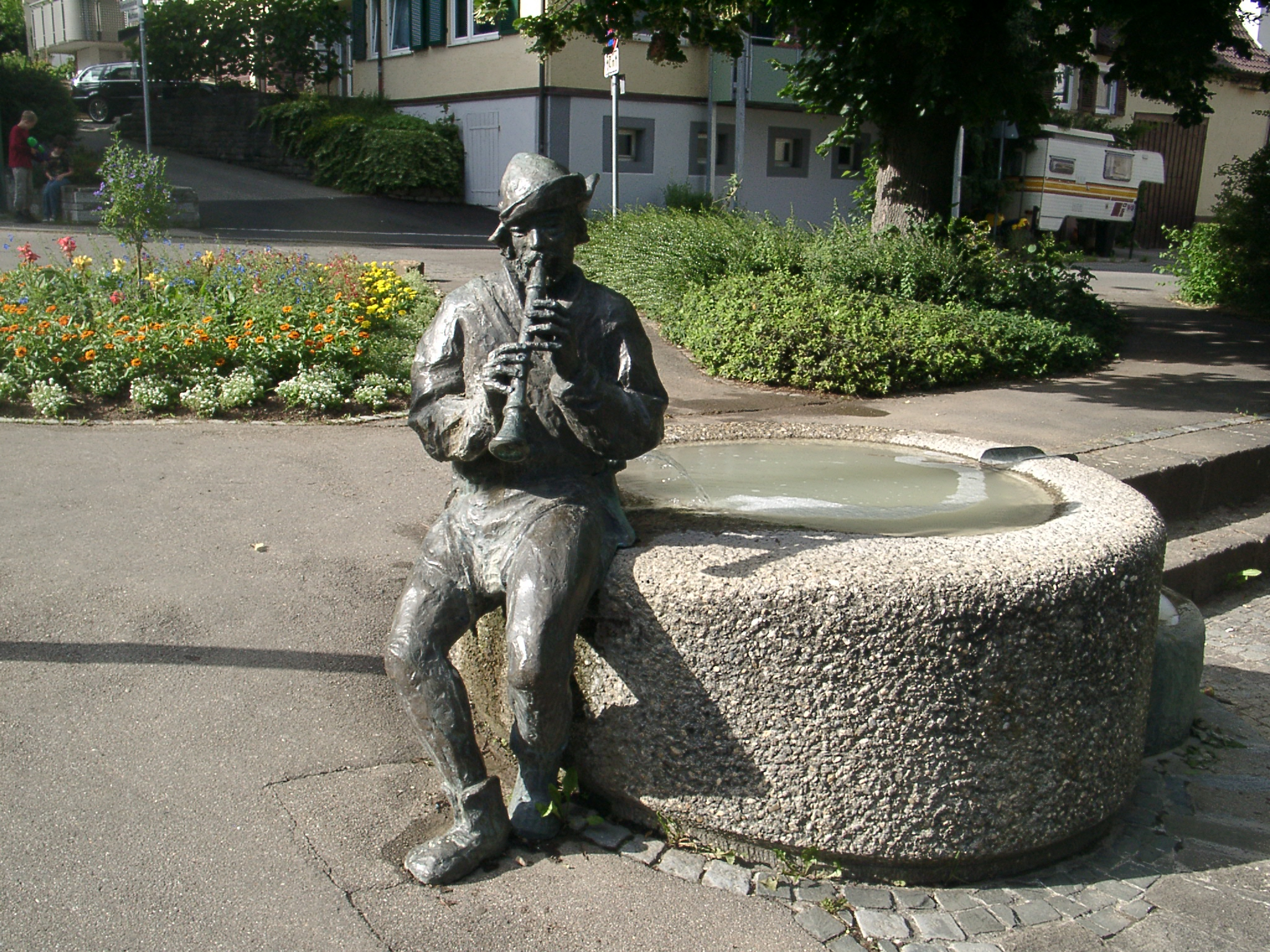
Brunnenskulptur „Pfeifer von Hardt“

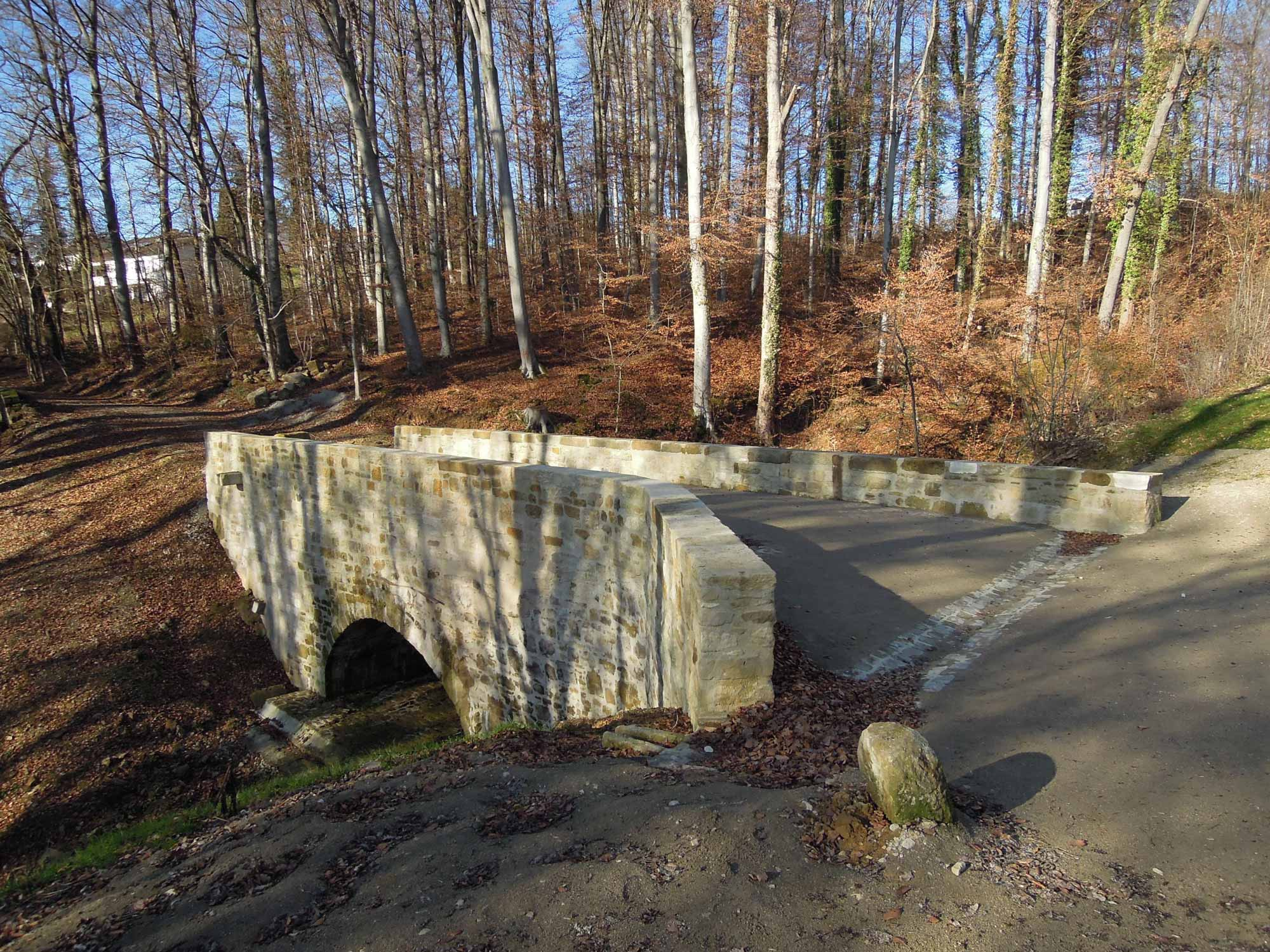
Teufelsbrücke zwischen den Ortsteilen Oberensingen und Hardt, 2014 restauriert

An die Sage vom Ulrichstein knüpft auch das 1931 angenommene Ortswappen an, es zeigt in rotem Schild einen silbernen Felsen, der unten mit einer liegenden schwarzen Hirschstange belegt ist.

## Politik
Der Ortschaftsrat besteht aus acht Personen, hauptamtlicher Ortsvorsteher ist Felix Doll.

## Öffentliche Einrichtungen
In Hardt gibt es ein Rathaus, eine kleine Mehrzweckhalle und eine moderne evangelische Kirche. Der Ort verfügt über einen Kindergarten; die Grundschüler des Ortes besuchen die Grundschule im Stadtteil Oberensingen. Darüber hinaus gab es ab 1842 eine Pflichtfeuerwehr, die 1889 durch die Gründung der Freiwilligen Feuerwehr Hardt abgelöst wurde.

## Verkehr
Hardt liegt an den Landesstraßen 1205 (Nürtingen–Filderstadt) und 1202 (Nürtingen–Böblingen).
Vom öffentlichen Nahverkehr wird Hardt durch die Buslinie 74 des VVS erschlossen. Diese verkehrt tagsüber viertelstündlich und führt von Nürtingen nach Stuttgart-Degerloch. An ihrem Endpunkt am Bahnhof Nürtingen stellt sie eine Verbindung zu den Zügen auf der Bahnstrecke Plochingen–Immendingen her. Am anderen Endpunkt in Stuttgart-Degerloch besteht ein direkter Übergang zur Stadtbahn Stuttgart, davor schon in Filderstadt-Bernhausen ein direkter Übergang zur S-Bahn-Linie 2 nach Stuttgart.
Die Bundesautobahn 8 Stuttgart–München verläuft rund sechs Kilometer nördlich der Gemeinde. Hardt ist über die Ausfahrt Esslingen (Nr. 54) zu erreichen. Etwa neun Kilometer nordwestlich der Gemeinde befindet sich mit dem Flughafen Stuttgart der größte und wichtigste Flughafen des Landes Baden-Württemberg.